# Marcin Podlewski
Marcin Podlewski (ur. 10 stycznia 1974 w Warszawie) – polski dziennikarz i pisarz. Pisze głównie science-fiction, horror, ale także fantasy, steampunk czy weird fiction.

## Życiorys
Urodzony w Warszawie gdzie mieszka wraz z żoną, synem, kotem i psem. Pierwotnie planował zostać operatorem obrabiarki skrawającej, następnie zdał na filozofię by, po ukończeniu studiów, zdać na dziennikarstwo. Jako dziennikarz pracuje w magazynach branżowych związanych m.in. z biznesem, mediami i farmacją. Okazyjnie zajmuje się także redakcją literacką. Jako pisarz debiutował w piśmie Lampa.

## Publikacje

### Książki
- Szklana Góra. Ponure baśnie – 2012, zbiór opowiadań, nakładem własnym[5]
- Happy END – 2013, Wydawnictwo Studio Truso, ISBN 978-83-63966-03-4[2]
- Głębia: Skokowiec – 2015, Fabryka Słów, ISBN 978-83-7964-086-7[6]
- Głębia: Powrót – 2016, Fabryka Słów, ISBN 978-83-7964-170-3[7]
- Głębia: Napór – 2017, Fabryka Słów, ISBN 978-83-7964-217-5[8]
- Głębia: Bezkres – 2018, Fabryka Słów, ISBN 978-83-7964-334-9[9]
- Księga Zepsucia – 2019, Fabryka Słów, ISBN 978-83-7964-412-4
- Księga Zepsucia II – 2020, Fabryka Słów, ISBN (zapowiedź)

### Opowiadania
- Szklana góra – 2008, Nowa Fantastyka 12/2008[2]
- Obok – 2012, antologia 31.10 Wioska przeklętych[10]
- Jak w domu – 2013, magazyn Horror Masakra #1, ISSN 2353-1444
- Inspekcja – 2013, antologia Zombiefilia ISBN 978-83-62255-43-6[11]
- Bajki Gigamecha – 2013, antologia Science fiction po polsku 2[2]
- Edmund po drugiej stronie lustra – 2013, Nowa Fantastyka 12/2013[2]
- Pocztówki z Głębi – 2013, Po drugiej stronie, ISBN 978-83-933028-8-8[2]
- Serce i wahadło – 2013, antologia 31.10 Księga Cieni, ISBN 978-83-272-4121-4[12]
- Samotnie… – 2014 Księga wampirów, ISBN 978-83-63966-08-9[2]
- Dobranoc, Pimky Limky – 2014, Nowa Fantastyka 09/2014[2]
- Doktor Dietl ratuje świat – 2014, Antologia Ostatni dzień pary, ISBN 978-83-64510-01-4[2]
- Szary wiruje pył – 2015, Fantastyka – wydanie specjalne 2/2015[2]
- Ukojeniec – 2015, Nowa Fantastyka 09/15
- Upgrade – 2016, Nowa Fantastyka 07/16
- Księżniczka Nakręcana – 2017, Antologia Ostatni dzień pary, ISBN 978-83-64510-05-2
- Głębia: Ciałak – spin-off cyklu "Głębia", 2018, antologia Idiota skończony ISBN 978-83-7964-288-5[13]
- Ekstrapolacja – 2016 – uniwersum "Głębi", antologia Na nocnej zmianie – pióra Falkonu, ISBN 978-83-7574-794-2
- Gloria Tenebris – 2019, Nowa Fantastyka 08/19
- Nie powinno mnie tu być – 2020, Fenix Antologia #9
- Colosseum Inferno – 2020, Gladiatorzy, ISBN 978-83-796456-1-9

## Nagrody
- Zwycięzca konkursu na opowiadanie wydawnictwa Paperback - 2013[14]
- Zwycięzca konkursu na XXX-lecie Nowej Fantastyki[2][4]
- Zwycięzca konkursu na opowiadanie wydawnictwa Agharta - 2013[15]
- Nagroda im. Janusza A. Zajdla – nominacja 2014 za opowiadanie Edmund po drugiej stronie lustra[4]
- Nagrody "Nowej Fantastyki" 2016 – nominacja do książki roku dla "Głębi: Skokowiec"
- Nagrody "Lubimy Czytać" 2017 – nominacja do książki roku 2016 dla "Głębi: Powrót"
- Nagrody "Lubimy Czytać" 2018 – nominacja do książki roku 2017 dla "Głębi: Napór"
- Nagrody "Nowej Fantastyki" 2018 – nominacja do książki roku dla "Głębi: Napór"
- Nagrody "Lubimy Czytać" 2019 – nominacja do książki roku 2018 dla "Głębi: Bezkres"
- Nagrody "Nowej Fantastyki" 2019 – nominacja do książki roku dla "Głębi: Bezkres"